# Bleijerheide
Bleijerheide (Kerkraads: Blieërhei) is een voormalig dorp in Kerkrade, behorend tot de wijk Kerkrade-Oost en grotendeels grenzend aan Duitsland.

## Geschiedenis
De naam van het dorp is afgeleid van Hoeve de Blij, een hoeve die reeds in 1474 bestond. Het dorp zelf werd wellicht voor het eerst schriftelijk vermeld in 1704.  Joannes Rehan, coelebs ex Blyerheydt, omnibus sacramentis praemunitus obiit hac 23 januarii 1704. Er ontwikkelde zich enige lintbebouwing langs de Bleijerheiderstraat en Pannesheiderstraat. In 1816 werd de Nieuwstraat tot landsgrens verklaard.
De uit Duitsland verdreven Franciscanen vestigden zich in 1891 in Bleijerheide. Tot de jaren 70 van de twintigste eeuw was in Bleijerheide het Jongenspensionaat 'St. Maria Ter Engelen' Bleijerheide gevestigd, het pensionaat waar in de jaren 40 tot 70 sprake was van systematische kindermishandeling door paters en broeders van de katholieke kerk. 
Tot 1904 werd in Bleijerheide steenkool gedolven in de mijn Neuprick.
In de tweede helft van de 20e eeuw groeide Bleijerheide vast aan Kerkrade. Ook is het vastgegroeid aan Duitse bebouwing.

## Bezienswaardigheden
- Het Franciscanerklooster van Bleijerheide. Van het bijbehorende gebouw van het voormalige Jongenspensionaat 'St. Maria Ter Engelen' Bleijerheide zijn nog enkele delen over.
- De Sint-Antonius van Paduakerk. Deze kerk werd gebouwd in 1930 naar een ontwerp van Maastrichtse architect Alphons Boosten.

## Natuur en landschap
Aan de zuidwestzijde van het dorp stroomt de Bleijerheiderbeek, die daar de grensrivier met Duitsland vormt. Bleijerheide zelf ligt op het Plateau van Kerkrade, op een hoogte van ruim 160 meter. Ten westen van Bleijerheide bevinden zich enkele hellingbosjes. Ten oosten van Bleijerheide gaat het plateau in Duitsland over in het Wormdal.
Bleijerheide grenst in het noorden aan de buurt Nulland. In het oosten bevindt zich Straß, een stadsdeel van Herzogenrath en in het zuiden het eveneens bij Herzogenrath horende Pannesheide. In het zuidwesten en westen bevindt zich overwegend landelijk gebied.
Van afstand was Bleijerheide herkenbaar door vier galerijflats van 1966. De vierde werd in 2012 gesloopt. De tweede werd gesloopt in 2017. De overige flats zijn gestut vanwege instortingsgevaar en zullen in de jaren voorafgaand aan 2020 ook worden gesloopt.

## Nabijgelegen kernen
Kerkrade, Straß, Pannesheide, Spekholzerheide